# Zvuk tišine
Zvuk tišine drugi je studijski album Aleksandre Prijović. Izdao ga je A Music 21. srpnja 2022. godine.

## Popis pjesama
| Br. | Skladba          | Trajanje |
| --- | ---------------- | -------- |
| 1.  | »Zvuk tišine«    | 4:03     |
| 2.  | »Sabotiram«      | 3:07     |
| 3.  | »Ja sam odlično« | 2:51     |
| 4.  | »Ogavno«         | 3:34     |
| 5.  | »Javno mesto«    | 3:17     |
| 6.  | »Marš«           | 4:12     |
| 7.  | »Svetlo«         | 3:22     |

| 1. | »Duguješ mi dva života« | 3:47 |
| 2. | »Neponovljivo«          | 3:06 |
| 3. | »Dođi sebi«             | 4:01 |
| 4. | »Legitimno«             | 3:19 |
| 5. | »Bogata sirotinja«      | 3:42 |
| 6. | »Sačuvaj tajnu«         | 5:49 |

## Izdanja
| Regija | Datum            | Format(i) | Izdavač |
| ------ | ---------------- | --------- | ------- |
| Svijet | 21. srpnja 2022. | streaming | A Music |